# Ella Seidel
Ella Seidel (ur. 14 lutego 2005 w Hamburgu) – niemiecka tenisistka.

## Kariera tenisowa
W karierze zwyciężyła w pięciu singlowych i jednym deblowym turnieju rangi ITF. 18 sierpnia 2025 roku zajmowała najwyższe miejsce w rankingu singlowym WTA Tour – 105. pozycję, natomiast 23 września 2024 osiągnęła najwyższą pozycję w rankingu deblowym – 190. miejsce.

## Wygrane turnieje rangi ITF
| turnieje z pulą nagród 100 000 $ (W100) |
| turnieje z pulą nagród 80 000 $ (W80)   |
| turnieje z pulą nagród 60 000 $ (W75)   |
| turnieje z pulą nagród 40 000 $ (W50)   |
| turnieje z pulą nagród 25 000 $ (W35)   |
| turnieje z pulą nagród 15 000 $ (W15)   |

### Gra pojedyncza
|    | Data       | Turniej    | ($)    | Naw.    | Finalistka       | Wynik       |
| 1. | 09/07/2023 | Stuttgart  | 25 000 | Ceglana | Julia Middendorf | 6:3, 6:1    |
| 2. | 27/08/2023 | Brunszwik  | 25 000 | Ceglana | Julia Middendorf | 7:6(4), 6:3 |
| 3. | 05/11/2023 | Bratysława | 60 000 | Twarda  | Sofja Łansere    | 6:4, 7:6(4) |
| 4. | 07/07/2024 | Stuttgart  | 25 000 | Ceglana | Cristina Dinu    | 6:4, 6:3    |
| 5. | 22/09/2024 | Pazardżik  | 60 000 | Ceglana | Caroline Werner  | 6:1, 6:4    |